# كيفن يانسون
كيفن يانسون (29 مايو 1986 بتورنهاوت في بلجيكا - ) هو لاعب كرة قدم بلجيكي في مركز الوسط. لعب مع سيركل بروج وليرس ونادي تورنهاوت وS.C. Eendracht Aalst ‏ وK.F.C. Dessel Sport ‏.

## وصلات خارجية
- كيفن يانسون على موقع قاعدة بيانات كرة القدم.إي يو (الإنجليزية)
- كيفن يانسون على موقع Soccerway.com (الإنجليزية)